# Ris, Hautes-Pyrénées
Ris är en kommun i departementet Hautes-Pyrénées i regionen Occitanien i sydvästra Frankrike. Kommunen ligger i kantonen Bordères-Louron som tillhör arrondissementet Bagnères-de-Bigorre. År 2022 hade Ris 13 invånare.

## Befolkningsutveckling
Antalet invånare i kommunen Ris
| Referens: INSEE |